# Aethalida distinguenda
Aethalida rudis là một loài bướm đêm thuộc họ Erebidae. Nó được miêu tả bởi Francis Walker vào năm 1864. Nó được tìm thấy ở đảo Sulawesi, Indonesia.